# Nyctiophylax denningi
Nyctiophylax denningi är en nattsländeart som beskrevs av Morse 1972. Nyctiophylax denningi ingår i släktet Nyctiophylax och familjen fångstnätnattsländor. Inga underarter finns listade i Catalogue of Life.